# Орлик (зупинний пункт)
О́рлик — пасажирський залізничний зупинний пункт Шевченківської дирекції Одеської залізниці.
Розташований у селі Орлівка Теплицького району Вінницької області на лінії Зятківці — Гайворон між станціями Дукля (7 км) та Генріхівка (10 км).
Завдяки ремонтам колії, що тривали протягом 2017 року, приміський поїзд Гайворон — Вінниця вдалось суттєво прискорити. Час відправлення з Орлика на Вінницю 2 год. 10 хв., прибуття 6.33. Із Вінниці відправлення 18.46, прибуття у Орлик — 23.10. Поїзд курсує щоденно. У поїзді діє невисокий приміський тариф та пільги для пенсіонерів. Є причіпні купейні і плацкартні вагони до Києва. Приміські вагони теж плацкартні за конструкцією, але без нумерації місць і за приміським тарифом.
Розташовується біля переїзду з місцевою дорогою Метанівка — Орлівка. Найближчі села: Метанівка (2 км), Мишарівка (7 км).